# Sinopotamon
Sinopotamon is een geslacht van kreeftachtigen uit de klasse van de Malacostraca (hogere kreeftachtigen).

## Soorten
- Sinopotamon acutum Dai, 1997
- Sinopotamon anhuiense Dai & Fan in Dai, G. X. Chen, Song, Fan, Lin & Zeng, 1979
- Sinopotamon anyuanense Dai, X. M. Zhou & Peng, 1995
- Sinopotamon baiyanense N. K. Ng & Dai, 1997
- Sinopotamon bilobatum Dai & Y. P. Jiang, 1991
- Sinopotamon chalingense Dai, 1999
- Sinopotamon changanense Dai, 1999
- Sinopotamon chekiangense Tai & Sung, 1975
- Sinopotamon chengkuense M. Huang, Luo & J. Liu, 1986
- Sinopotamon chishuiense Dai & Yuan, 1988
- Sinopotamon cladopodum Dai, G. X. Chen, S. Q. Zhang & H. Lin, 1986
- Sinopotamon cochlearidigitum Dai, G. X. Chen, S. Q. Zhang & H. Lin, 1986
- Sinopotamon convexum Dai, 1995
- Sinopotamon davidi (Rathbun, 1904)
- Sinopotamon decrescentum Dai, G. X. Chen, S. Q. Zhang & H. Lin, 1986
- Sinopotamon denticulatum (A. Milne-Edwards, 1853)
- Sinopotamon depressum Dai, G.-X. Chen, Y.-Z. Song, Fan, Y.-G. Lin & Zeng, 1979
- Sinopotamon ebianense M. Huang, Luo & J. Liu, 1986
- Sinopotamon emeiense Dai, 1990
- Sinopotamon exiguum Dai, 1997
- Sinopotamon fujianense Dai & G. X. Chen, 1979
- Sinopotamon fuxingense Dai & J. Liu, 1994
- Sinopotamon gaocuense Naruse, Yeo & X. M. Zhou, 2008
- Sinopotamon hanyangense Dai, 1995
- Sinopotamon honanense Dai, Song, He, Cao, Z. B. Xu & Zhong, 1975
- Sinopotamon huitongense Dai, 1995
- Sinopotamon introdigitum Dai, G. X. Chen, S. Q. Zhang & H. Lin, 1986
- Sinopotamon jiangkuoense Dai, 1995
- Sinopotamon jianglenense Dai, G. X. Chen & Cai, 1993
- Sinopotamon jiangsianense Dai, 1999
- Sinopotamon jiujiangense Dai, X. M. Zhou & Peng, 1995
- Sinopotamon jixiense Du, W. Lai, Deng & S.-G. Shen, 1979
- Sinopotamon kenliense Dai, 1997
- Sinopotamon koatenense (Rathbun, 1904)
- Sinopotamon kwanhsienense Tai & Sung, 1975
- Sinopotamon lansi (Doflein, 1902)
- Sinopotamon lingxiangense Dai, 1997
- Sinopotamon linhuaense Dai, X. M. Zhou & Peng, 1995
- Sinopotamon liuyangense Dai, 1995
- Sinopotamon longlinense Dai, 1997
- Sinopotamon loudiense Dai, 1995
- Sinopotamon mayangense Naruse, Yeo & X. M. Zhou, 2008
- Sinopotamon mindongense Cheng, Y. Li & Y. Xu, 1998
- Sinopotamon nanlingense Dai & Chiang, 1991
- Sinopotamon nanum Dai, G.-X. Chen, J.-B. Liu, Luo, Yi, Z.-H. Liu, Gu & C.-H. Liu, 1990
- Sinopotamon ningangense Dai, X. M. Zhou & Peng, 1995
- Sinopotamon obliquum Dai, 1990
- Sinopotamon parvum Dai, Y. C. Song, M. G. Li, Z. Y. Chen, P. P. Wang & Hu, 1985
- Sinopotamon pingshanense Dai & J. Liu, 1994
- Sinopotamon planum Dai, 1992
- Sinopotamon quadratapodum Dai, Chen, Zhang & Lin, 1986
- Sinopotamon rongshuiense Dai, 1995
- Sinopotamon shaoyangense Dai, 1997
- Sinopotamon shensiense (Rathbun, 1904)
- Sinopotamon siguqiaoense Dai, X. M. Zhou & Peng, 1995
- Sinopotamon styxum Dai, 1990
- Sinopotamon taoyuanense Dai, 1995
- Sinopotamon teritisum Dai, G. X. Chen, S. Q. Zhang & H. Lin, 1986
- Sinopotamon tinghsiangense Bott, 1967
- Sinopotamon turgidum Dai, G. X. Chen, S. Q. Zhang & H. Lin, 1986
- Sinopotamon unaequum Dai & Y. P. Jiang, 1991
- Sinopotamon wanzaiense Dai, X. M. Zhou & Peng, 1995
- Sinopotamon weiyuanense Dai, G.-X. Chen, J.-B. Liu, Luo, Yi, Z.-H. Liu, Gu & C.-H. Liu, 1990
- Sinopotamon wushanense Dai, G.-X. Chen, J.-B. Liu, Luo, Yi, Z.-H. Liu, Gu & C.-H. Liu, 1990
- Sinopotamon wuyiensis Y. S. Li, J. N. Lin, Y. Z. Chen & J. H. Tang, 1985
- Sinopotamon xiangtangense Dai, 1999
- Sinopotamon xiangxiense Dai, 1995
- Sinopotamon xingningense Dai, 1997
- Sinopotamon xingshanense Dai, G. X. Chen, S. Q. Zhang & H. Lin, 1986
- Sinopotamon xiuningense Dai, 1999
- Sinopotamon xiushuiense Dai, X. M. Zhou & Peng, 1995
- Sinopotamon yaanense (Chung & Tsao, 1962)
- Sinopotamon yangtsekiense
- Sinopotamon yichangense Dai, 1999
- Sinopotamon yixianense Du, W. Lai, Deng, S. Shen & B. Chen, 1981
- Sinopotamon yonganense Dai, 1999
- Sinopotamon yueyangense Dai, 1995
- Sinopotamon yushanense Dai, X. M. Zhou & Peng, 1995
- Sinopotamon zhangzhouense Y.-Z. Cheng, G.-H. Lin & Y.-S. Li, 2010
- Sinopotamon zixiense Zou, Naruse & X. Zhou, 2008
- Sinopotamon zunyiense Dai, 1997